# Collie
Collie là giống chó có nguồn gốc từ Scotland và Anh quốc. Collie được biết đến như loài chó chăn cừu, chúng rất thông minh và cảnh giác.

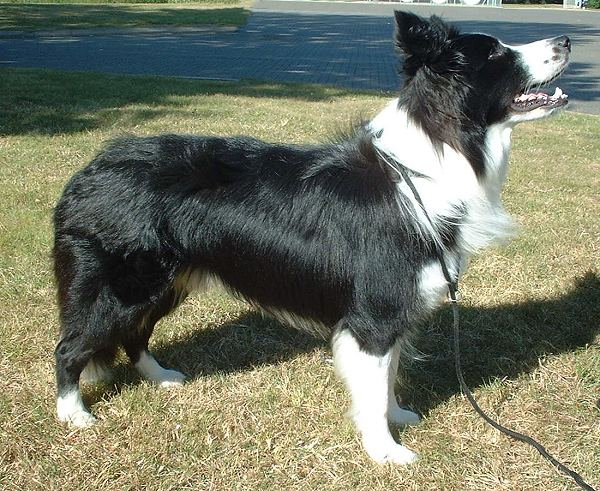
Border Collie

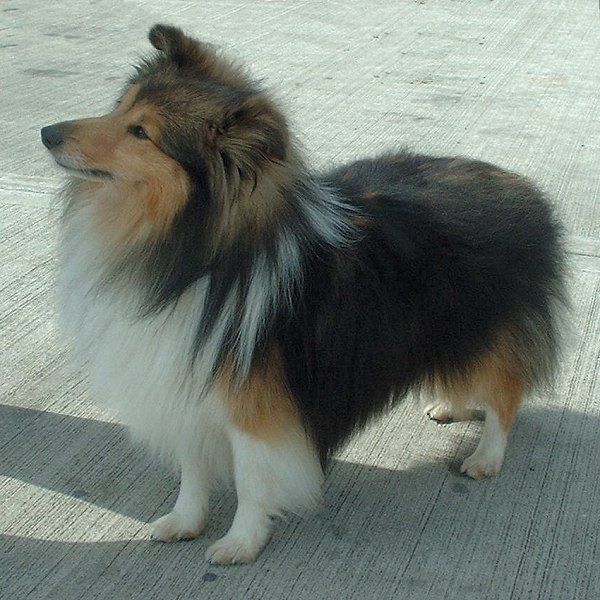
Shetland Sheepdog

## Các loại Collie
Collie có ba loại chính:
- Border Collie: Đây là loại chó thông minh nhất thế giới.[1] Trong các cuộc thi Dog Show ngày nay, Border Collie luôn chiếm ưu thế vượt trội so với các loại chó khác
- Mini Collie: hay còn gọi là Shetland Sheepdog hay Sheltie, là giống chó nhỏ hơn Border, một chú chó Mini Collie tiêu chuẩn chỉ nặng có 12 kg, Mini Collie là giống chó thông minh thứ 6 thế giới, đây là chú chó chuyên được huấn luyện để chăn cừu, chúng rất ngoan ngoãn và cảnh khác, khi ngủ chỉ cần có một tiếng động nhỏ là chúng thức giấc ngay.[2]
- Rough Collie: loại chó hình dáng giống Mini Collie nhưng to gấp đôi, mặc dù không thông minh bằng hai loại trên nhưng chúng cũng xếp thứ 16 thế giới về chỉ số thông minh. Chúng to và đẹp nên rất được ưa chuộng, thường được nuôi như chó cảnh

Ngoài ra còn rất nhiều loại Collie khác từ các vùng khác nhau.